# 오르텐시아 사가
《오르텐시아 사가》는 f4사무라이에서 2015년 4월 22일 출시한 모바일 게임이다. 2021년 1월 7일부터 3월 25일까지 애니메이션 작품이 방영되었다.

## 등장 인물
성우진은 애니메이션판 기준.
알프레드 오벨
- 호소야 요시마사

마리유스 카스테리드
- 호리에 유이

모리스 보드레일
- 츠다 켄지로

논노리아 포리
- 우에다 레이나

디플롯 다노와
- 우메하라 유이치로

루기스 F 카메리아
- 노무라 켄지

로이 베쉬로
- 에구치 타쿠야

베르나데타 오벨
- 오오츠보 유카

알렉시 발데브론
- 호리에 카즈마

디디에 비알도
- 이케다 슈이치

샤를로 드 오르텐시아
- 사와시로 미유키

발트하우저 드레드노트
- 하시 타카야

플뢰겔 드레드노트
- 스기타 토모카즈

게오르그 다르마스
- 타니 아츠키

아델하이드 올리비에
- 코바야시 유우

레옹 D 올리비에
- 카키하라 테츠야

페르난도 오벨
- 코야스 타케히토

마리/마리엘 왕녀 사칭범
- 이토 시즈카

짐 마그닐
- 모리카와 토시유키

루칸 드 르슈
- 사쿠라이 타카히로